# Suzanne Balogh
Suzanne Elspeth Balogh (8 maggio 1973) è una tiratrice a volo australiana.

## Palmarès

### Olimpiadi
- 1 medaglia:
  - 1 oro (Atene 2004 nella fossa olimpica)